# Opposite Way
Opposite Way es el segundo álbum de estudio de la banda de rock cristiano Leeland, que fue lanzado al mercado el 26 de febrero de 2008. En la primera semana de su debut, alcanzó el puesto #1 en el listado de álbumes cristianos de iTunes Store. "Count Me In" y la canción que da nombre al álbum, "Opposite Way", son los sencillos de radio de este álbum.

## Lista de canciones
1. "Count Me In" – 4:06
2. "Let It Out Now" – 3:34
3. "Enter This Temple" – 3:21
4. "Opposite Way" – 3:40
5. "Wake Up" – 3:07
6. "Beginning and the End" – 3:09
7. "Brighter Days" – 3:42
8. "Falling for You" – 3:41
9. "Don't Go Away" – 3:35
10. "Thief in the Night" – 4:22
11. "May Our Praise" – 4:21
12. "Stand Still" (solo en Japón) – 3:56

## Sencillos
- "Count Me In" (Llegó al puesto #25 según el listado de canciones cristianas hot de la revista Billboard).
- "Opposite Way"

## Videos musicales
- "Count Me In" (4 de enero de 2008)[3]

## Premios
El álbum fue nominado a un Premio Dove en la categoría de Álbum de alabanza y adoración del año en la ceremonia 40 de los Premios Dove.